# L'Âge d'ombre

L'Âge d'ombre est une série de bande dessinée du Français Caza composée de deux albums publiés par Dargaud en 1982 et 1984 et recueillant des histoires publiées antérieurement dans Pilote Mensuel.
Cette bande dessinée de science-fiction met en scène les Oms, un peuple humanoïde fictif.

## Albums
- Les Habitants du crépuscule, Dargaud, coll. « Pilote », 1982  (ISBN 2-205-02249-0).
- L'Âge d'ombre, Dargaud, coll. « Histoires fantastiques » :

1. Les Habitants du crépuscule, 1982  (ISBN 2-205-02389-6).
2. Les Remparts de la nuit, », 1984  (ISBN 2-205-02697-6).

- L'Âge d'ombre, Delcourt, coll. « Conquistador », 1998  (ISBN 2-84055-201-9). Édition intégrale enrichie d'une histoire inédite en album.